# Milanković-cykler

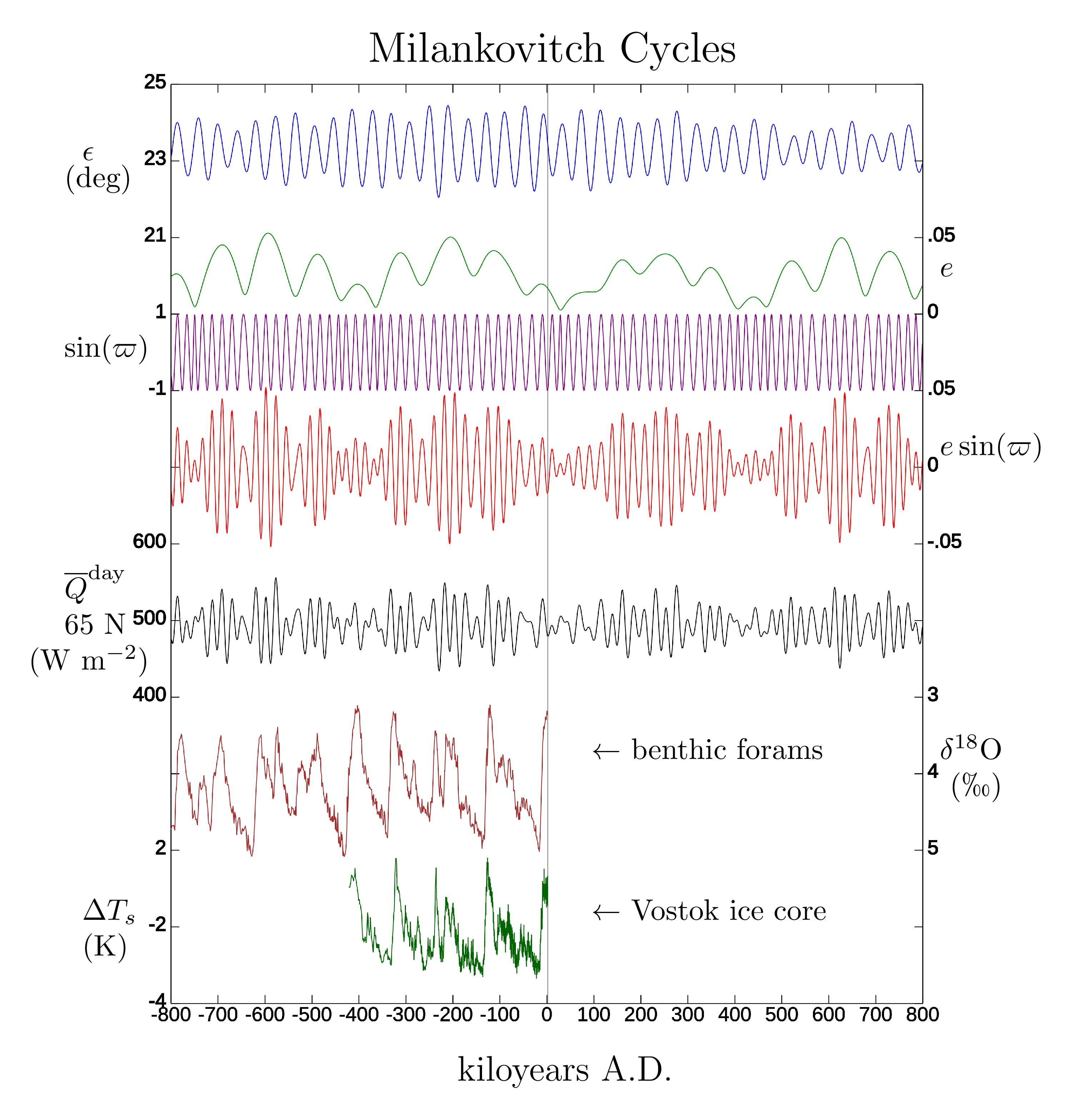
Milanković-cykler.

Milanković-cyklerna är långsamma variationer av instrålningen av solljus till jordytan, orsakade av regelbundna förändringar av jordens banrörelse kring solen och av riktningen på jordens rotationsaxel. De inverkar på jordens klimat och anses vara upphovet till de senaste årmiljonernas skiftningar mellan istider och mellanliggande varmare interglacialer. Solinstrålningens cykliska variationer har fått sitt namn efter den serbiske ingenjören, astrofysikern och matematikern Milutin Milanković (1879–1958), som bedrev mycket forskning på området, även om de ursprungligen påvisades och studerades av forskare verksamma längre tillbaka i tiden. 
Namnformen Milanković är en translitterering till latinska bokstäver från det serbiska kyrilliska alfabetet (Миланковић). Ofta används även formerna Milankovitch eller Milankovitsch, som är den engelska respektive tyska transkriptionen av samma namn.

## Förändringar av jordens rörelser
Jordens bana runt solen och dess rotation kring sin egen axel kan tyckas oföränderliga, men det har länge varit känt att dessa rörelser genomgår långsamma variationer. Orsaken är att jorden inte bara påverkas av solens dragningskraft utan också av gravitationskrafterna från månen samt övriga planeter i solsystemet, främst Jupiter och Saturnus. Tillsammans ger dessa krafter upphov till tre viktiga förändringar hos jordens banrörelse och rotation:
1. Varierande excentricitet – Förändringar av jordbanans form.
2. Varierande axellutning – Förändringar av vinkeln mellan jordaxeln och jordbanans plan.
3. Precession – Förändringar av jordaxelns och jordbanans riktning.

### Excentricitet
Jordens bana är inte helt cirkulär, utan svagt ellipsformad, precis som de andra planeternas banor, vilket innebär att hennes avstånd till solen förändras under årets lopp. Jordbanans excentricitet, ett mått på hur mycket dess form avviker från en perfekt cirkel, är för närvarande 0,017, och betyder att avståndet mellan jorden och solen förändras med 3 procent under loppet av ett år. När jorden befinner sig som närmast solen i sin bana (vid perihelium) blir solinstrålningen till jordytan därigenom 6 procent starkare än när avståndet till solen är som störst (vid aphelium). 
Denna excentricitet är dock inte konstant utan varierar med tiden, mellan nära 0 (nästan en perfekt cirkel) och drygt 0,06. Variationen är inte slumpmässig utan sker med en tydlig periodicitet med tre huvudsakliga delkomponenter, med egna perioder på 95 000, 124 000 respektive 405 000 år. Den totala excentriciteten bildas som en kombination av de tre.
När jordbanans excentricitet är som störst blir solinstrålningen hela 23 procent kraftigare vid perihelium än vid aphelium. Då får det stor betydelse för klimatet vid vilken tid på året jorden når perihelium. Om detta sker när det råder sommar på norra halvklotet kan somrarna där bli varmare än genomsnittligt, medan vintrarna i stället tenderar att bli kallare än normalt eftersom jorden vid den tiden på året befinner sig ovanligt långt från solen. Å andra sidan blir somrarna under sådana omständigheter något kortare och vintrarna något längre än annars, eftersom jorden rör sig snabbare i sin bana vid perihelium än vid aphelium. På södra halvklotet blir dessa förändringarna omvända.

### Axellutning

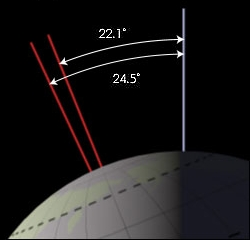
Jordens axellutning varierar 22,1–24,5 grader.

Axellutningen (eller oblikviteten) är vinkeln mellan jordens rotationsaxel och en linje vinkelrät mot jordbanans plan. En stor axellutning ger upphov till stora temperaturskillnader mellan de olika årstiderna, medan vi utan axellutning inte skulle ha några årstider alls. För närvarande är jordens axellutning ungefär 23,4°, men den varierar mellan 22,1 och 24,5 grader med en period på ungefär 41 000 år. Vi har alltså en axellutning ganska nära genomsnittet för tillfället. Under tider med större axellutning kan somrarna bli varmare och vintrarna kallare än de är nu, medan en mindre axellutning skapar förutsättningar för svalare somrar och mildare vintrar.

### Precession

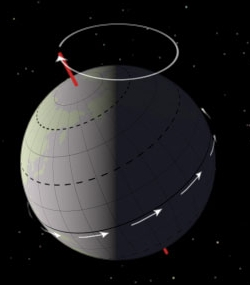
Jordaxelns precession.

Jordaxelns precession innebär att den punkt på himlavalvet dit jordaxeln pekar långsamt vrids runt i en cirkel. Motsvarande fenomen kan observeras hos små leksaksgyroskop. För jordens del går vridningen så långsamt att ett varv tar omkring 26 000 år att fullborda. För närvarande pekar jordaxeln ungefär mot Polstjärnan, men om cirka 12 000 år kommer den i stället att peka mot en punkt i närheten av stjärnan  Vega. Efter ytterligare omkring 14 000 år kommer jordaxeln åter att peka mot Polstjärnan. Också jordens ellipsformade bana runt solen genomgår en slags precession – ellipsen ändrar gradvis riktning och fullbordar ett helt varv på ungefär 112 000 år.
Båda precessionsrörelserna medför att tidpunkterna för perihelium och aphelium förskjuts en aning från år till år. Nettoresultatet blir att dessa tidpunkter genomgår en cykel med en period på omkring 21 000 år. För närvarande är jorden som närmast solen när det råder vinter på norra halvklotet, medan det största avståndet till solen uppnås sommartid. På södra halvklotet gäller det omvända, vilket innebär att årstiderna i våra dagar tenderar att vara mer extrema på södra halvklotet än på det norra. Om ungefär 10 000 år når jorden i stället perihelium när det är sommar i norr och vinter i söder. Då är det norra halvklotet som kan få större skillnader mellan sommar- och vinterklimat än vanligt.

## Inverkan på solinstrålning och klimat
Ingen av de ovan nämnda förändringarna av jordens rörelser har någon nämnvärd inverkan på den totala mängd solenergi som jorden tar emot under loppet av ett år. Däremot ger de upphov till regelbundna variationer av solinstrålningens fördelning mellan olika delar av jordklotet och olika tider på året. På så sätt kan de få en betydande inverkan på jordens klimat. Exempelvis kan sommartemperaturen på norra halvklotet bli ovanligt låg när jordaxelns lutning är liten samtidigt som jordbanan är påtagligt elliptisk och sommaren inträffar när jorden är som längst från solen. Långt uppe i norr kan somrarna då bli så svala att föregående vinters snö- och istäcken aldrig hinner smälta innan det blir vinter igen. Därigenom kan en istid ta sin början.
Variationerna i solinstrålningen är egentligen inte tillräckligt kraftiga för att på egen hand kunna ge upphov till växlingarna mellan istider och varmare perioder. Det finns emellertid flera processer (så kallade återkopplingar) som kan förstärka en måttlig klimatförändring. Dit hör ökningar eller minskningar av jordytans albedo, det vill säga dess förmåga att reflektera ljus. Snö och is är betydligt ljusare (och har därför större reflektionsförmåga) än barmark eller öppet vatten. Om temperaturen sjunker – exempelvis på grund av minskad solinstrålning – får snö- och istäckena ökad utbredning och längre varaktighet. Då kommer en ökad andel av det inkommande solljuset att återkastas ut i rymden i stället för att absorberas av jordytan och omvandlas till värme. Följden blir att temperaturen sjunker ytterligare med än mer vidsträckta och långlivade snö- och istäcken som resultat – och kanske i förlängningen en ny istid. En annan återkoppling som bidrar till de stora temperaturskillnaderna mellan istider och varmare perioder är att luftens innehåll av koldioxid och metan sakta minskar när det blir kallare och vice versa. Det betyder att atmosfärens växthuseffekt förändras på ett sätt som förstärker temperaturens långsiktiga variationer.
När solinstrålningen på grund av Milanković-cyklerna är lägre än normalt på norra halvklotet är den alltid högre än normalt på södra halvklotet och tvärtom. Ändå får instrålningens förändringar på just norra halvklotet en avgörande betydelse för klimatet på hela jorden – när det råder istid i norr är det kallare än vanligt även i söder. Huvudorsaken är att snöns och isens förstärkning av klimatets förändringar (det vill säga återkopplingen via jordytans albedo) är effektivare i nord än i syd. På de stora landmassorna i norr – Eurasien och Nordamerika – kan snötäckenas utbredning påverkas kraftigt även av måttliga temperaturförändringar. I söder förändras snö- och isförekomsterna inte alls lika mycket; Antarktis förblir nästan helt istäckt och omgivande havsområden i stort sett isfria oavsett om solinstrålningen är större eller mindre än vanligt. Här får instrålningens förändringar därför inte samma genomslag på det globala klimatet som i norr.

## Tidiga teorier
Den schweiziske glaciologen Louis Agassiz var den förste som enträget argumenterade för existensen av en istid, även om andra tidigare hade spekulerat i liknande banor. Det dröjde inte länge förrän Joseph Alphonse Adhemar 1842 publicerade sin modell i boken Revolutions de la Mer som han menade förklarade Agassiz klimatförändringar endast från jordens precession.
Beräkningarna som Adhemar gjorde påvisade att klimatet på jorden skiftar mellan istid på norra halvklotet och dito på södra – han tänkte sig att det nu var istid på södra halvklotet och att det var därför som Antarktis var täckt av is; för 20 000 år sedan skulle det omvända ha gällt, med en istid på norra halvklotet och tämligen varmt på Antarktis – något som senare forskning skulle vederlägga. År 1875 följde  James Croll i sin bok Climate and time in their geological relations upp Adhemars beräkningar: Croll hävdade att precessionen var mycket viktig, men insåg att även excentriciteten och kanske också axellutningen kunde påverka. Han insåg även att dessa förändringar var ganska svaga och inte direkt kunde förklara de klimatförändringar som man ansåg hade förekommit. Därför försökte han hitta någon förstärkande effekt, främst i havet, men lyckades bara delvis.

## Milankovićs teori

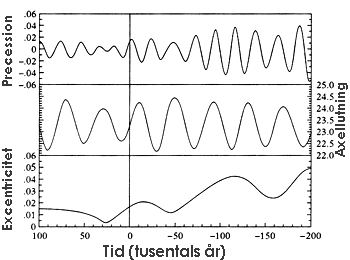
De tre banparametrarnas variationer under de senaste 200 000 och de närmaste 100 000 åren.

Efter Crolls publikation skulle det dröja ända till 1916 innan en serbisk matematiker, Milutin Milanković, bestämde sig för att försöka förklara klimatcyklerna. Han gjorde först grundliga matematiska modeller där han tog hänsyn till alla tre komponenter i jordens banrörelse och deras inverkan på solinstrålningens variation, och publicerade mycket av detta 1920. Med hjälp av Milankovićs beräkningar försökte den rysk-tyske forskaren Wladimir Köppen och den tyske forskaren Alfred Wegener förklara istiderna; de ansåg att det inte var kalla vintrar som utlöste istider utan snarare kyliga somrar. De skrev om det i boken Die Klimate der geologischen Vorzeit, där de stödde Milankovićs teori om cykliska istider.
Inspirerad av Köppen och Wegeners framgångar försökte Milanković sedan själv korrelera sina modeller av solinstrålningen med istidernas uppträdande och tillbakadragande. För att lyckas med detta antog han att vissa latituder är viktigare än andra och valde 65° (ungefär samma latitud som Luleå) som grund för sina beräkningar. Anledningen till att just denna latitud valdes är att det är i detta område som istiderna antas starta med tillväxt av stora ismassor. I modellen, som publicerades 1941, förutspådde han klimatcykler på 23 000 och 41 000 år, men brist på data över tidigare klimat ledde till att även Milankovićs idéer mer eller mindre åsidosattes och glömdes bort.

## Sena teorier

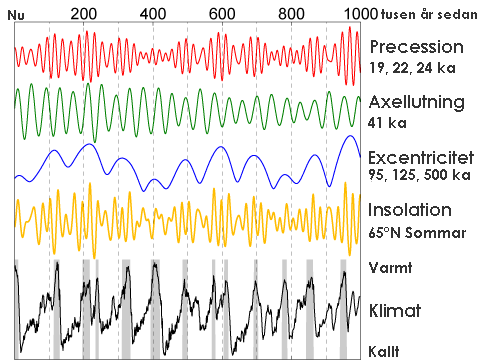
Graf som visar de tre banparametrarnas och klimatets variation. Grå zoner är interglaciära (varma) perioder. Tidsskalan är i tusental år.

Med början på 1950-talet, efter en pionjärinsats av den svenska Albatrossexpeditionen 1947–1948, hade borrkärnor tagits upp från havsbottnen där man mycket riktigt noterat spår efter kraftiga och cykliska klimatförändringar, men de visade på en hundratusenårscykel i stället för de kortare cykler som Milanković föreslagit. Intresset var därför fortsatt lågt för Milankovićs modell. Det var inte förrän 1976 som modellen åter hamnade i ljuset när Hays med flera presenterade utförliga data från borrkärnor tagna i djuphavssediment som visade att Milankovićs teorier faktiskt verkade stämma överens med de nya undersökningsresultaten. Förutom den tydliga 100 000-årscykeln fanns mindre cykler med perioder om 23 000 och 41 000 år. Istiderna och de varma periodernas genomslag kunde paras ihop med förändringar av jordens banparametrar.
Strax efter Hays banbrytande publikation följde en ström av artiklar som behandlade fenomenet, till exempel Berger (1977 och 1978), Pollard (1978) och J. Imbrie och J.Z. Imbrie (1980). Dessa vidareutvecklade modellen och lyckades efterhand att allt bättre förklara tidigare istider. Från 1980-talets början kunde man med hjälp av datorer göra mycket mer avancerade modeller som även inkluderar bieffekter i atmosfären och haven.

### Kvarvarande problem
Vissa problem återstår fortfarande med modellen; man har till exempel svårt att förklara varför hundratusenårscykeln är den till synes kraftigaste effekten när de kraftigaste variationerna följer andra frekvenser. Bland andra har klimatforskaren Carl Wunsch föreslagit att man har jämfört med för kort tidsperiod och att man dragit för snabba slutsatser gällande hundratusenårscykelns beroende av banparametrar. Man påpekar att tidigare än för en miljon år sedan var denna cykel inte alls lika dominerande. Andra (till exempel Gildor och Tziperman) menar att hundratusenårscykeln är beroende av förändringar i banan, men kraftigt förstärks av havsisens utbredning. Längre tillbaka än en miljon år var klimatet varmare och havsisen inte lika utbredd, men efter detta sjönk genomsnittstemperaturen över lång tid, och klimatet övergick från att domineras av 41 000- till 100 000-årscykeln när havsisen aktiverades.
Även andra problem existerar, men de flesta forskare på området är övertygade om att Milanković-cyklerna är viktiga för klimatförändringar. Problemet ligger förmodligen i att de återkopplingsprocesser som aktiveras vid olika temperaturer är mer komplicerade och kraftigare än man anat och mycket svåra att efterskapa i modeller.

## Framtiden

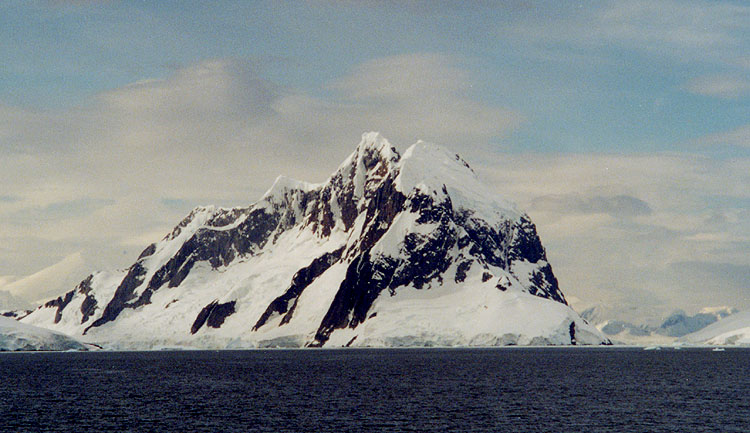
Booth Island, Antarktis.

Undantaget effekter som människan frambringar kan man göra modeller över hur klimatet kommer att se ut i framtiden med hjälp av Milanković-cyklerna, men eftersom så stor osäkerhet föreligger gällande forntidens klimat finns givetvis även en stor osäkerhet i förutsägelser av framtida temperaturer. John Imbrie och John Z. Imbrie ansåg till exempel att den avkylning vi sett de senaste 6 000 åren kommer att fortsätta under 23 000 år och leda oss in i en ny istid. André Berger och Marie-France Loutre å andra sidan anser att den nuvarande interglaciära varma perioden troligen kommer fortsätta under minst 50 000 år, då de inte ser några större skillnader i solinstrålning under denna period. De menar också att tillsammans med de mänskliga effekterna kommer vi sannolikt se en uppvärmning under denna period med avsmältning av isen på Grönland samt stora delar av den antarktiska isen.